# سیلاس آتوپاره
سیلاس آتوپاره (انگلیسی: Silas Atopare؛ زادهٔ ۱۹۵۱ – درگذشته ۱۶ سپتامبر ۲۰۲۱) سیاست‌مدار اهل پاپوآ گینه نو بود. وی از ۲۰ نوامبر ۱۹۹۷ تا ۲۰ ژوئیه ۲۰۰۴ فرماندار کل پاپوآ گینه نو بود.